# 불교 경제학
불교 경제학(佛敎經濟學, 영어: Buddhist Economics)은 독일 태생의 영국 경제학자 에른스트 프리드리히 슈마허에 의해서 1966년에 제창된 경제학이자 응용불교학의 하나다.
사원경제학은 아니다.

## 경위
영국 정부의 경제 고문이었던 슈마허는 1955년에 버마 정부에 경제 고문으로서 초대되고 현지를 방문했을 때, 현지의 불교도의 생활에 감명을 받아 특히 팔정도의 정업·정정진에 근거해 불교 경제학을 제창했다.

## 개요
불교 경제학은 간소와 비폭력을 기본으로 해, 최소 자원으로 최대 행복을 얻는 것을 목표로 해, 자리이타를 목표로 한다. 이에 비해 현대 경제학은 물자의 소비량을 행복의 지표로 해, 자신에게 이익을 주는 일의 추구를 목적으로 하고 있기 때문에, 정반대가 된다.

## 수록매체
- "Asia : A Handbook"(edit by Guy Wint, Anthony Blond Ltd, London, 1966)
- 「스몰 이즈 뷰티풀」(작은 섬 케이조우·사카이무역, 코단샤 학술 문고, 1986년, p69)PDF 보관됨 2009-01-05 - 웨이백 머신

## 참고 문헌
서적
- 「스몰 이즈 뷰티풀」(작은 섬 케이조우・사카이무역, 코단샤 학술 문고, 1986년, p69)
- 이노우에 신이치 「지구를 구하는 경제학-불교로부터의 제언」(스즈키 출판, 1994년)
- 야스하라 카즈오 「만족을 아는 경제」(마이니치 신문사, 2000년)

논문
- 호사카옥천 「불교의 경제관」( 「불교 경제 연구」1호, 1968년)
- 미즈노 히로시원 「불교에 있어서의 경제 사상」( 「불교 경제 연구」1호, 1968년)
- 나니와 덴 하루오 「경제학과 불교의 입장」( 「불교 경제 연구」1호, 1968년)
- 나니와 덴 하루오 「대불황-그 유래와 행방-불교 경제학에 의한 해명」( 「불교 경제 연구」12호, 1983년)
- 야스하라 카즈오 「불교 경제학의 오늘적 의의」( 「불교 경제 연구」30호, 2000년)
- 타케이 아키라 「슈마하 불교 경제학의 논리와 그 구조」( 「다카사키경제대학 논집」43호, 2000년)takeia.pdf.pdf PDF[깨진 링크(과거 내용 찾기)]

## 같이 보기
- 국민총행복지수